# Acueducto Dundas
El acueducto Dundas permite el cruce del canal del Kennet y del Avon sobre el río Avon y sobre el ferrocarril de la Línea Principal de Wessex entre Bath y Westbury. Situado en el límite entre Somerset y Wiltshire, se encuentra cerca de Monkton Combe, Somerset, unas 2,5 millas (4 km) al sureste de la ciudad de Bath.

## Dimensiones
El acueducto tiene una longitud de 150 yardas (137,2 m), y lo componen tres arcos construidos con piedra de Bath, con pilastras de estilo dórico y balaustradas en cada extremo. El arco de medio punto central tiene una luz de 64 pies (19,5 m), mientras que los dos arcos laterales ovalados salvan 20 pies (6,1 m) cada uno.

## Historia

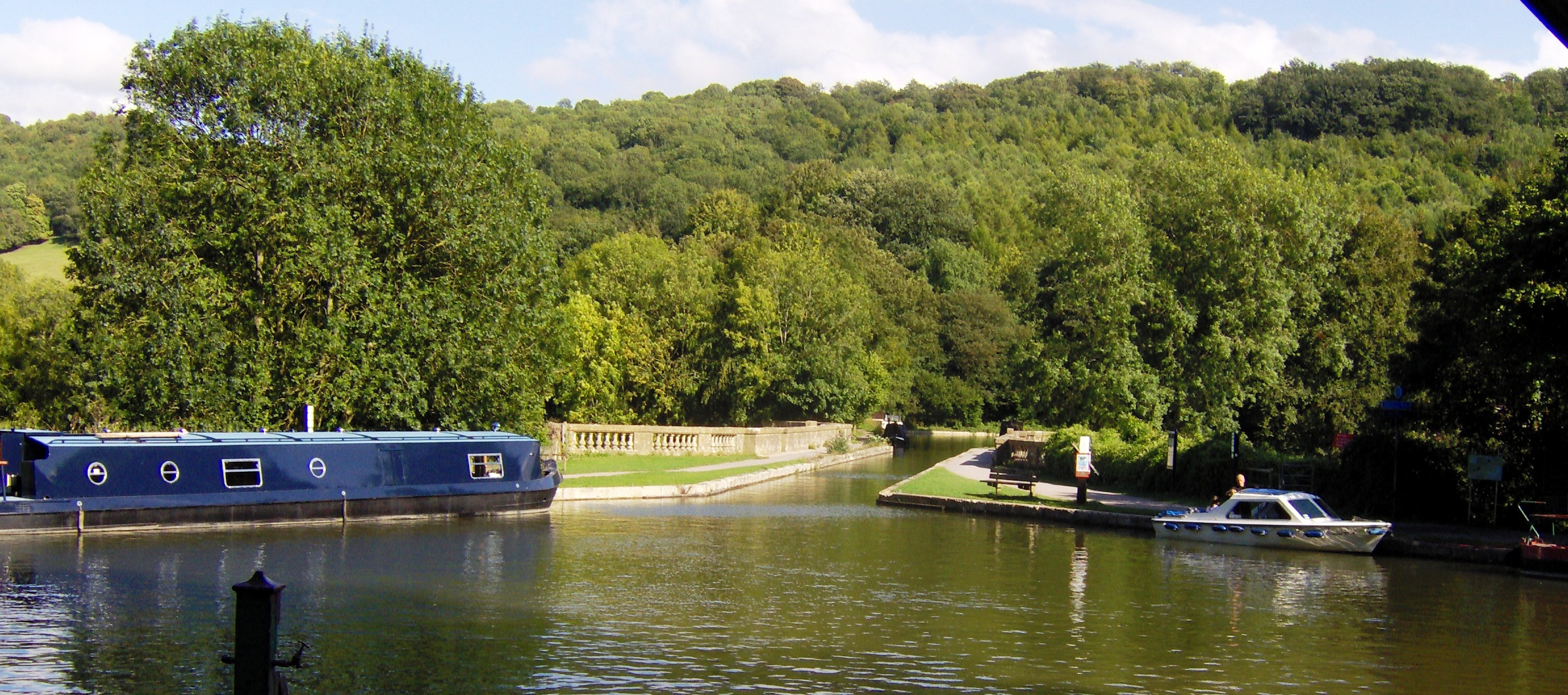
El acueducto Dundas (la sección estrecha del canal en la imagen) visto desde el oeste

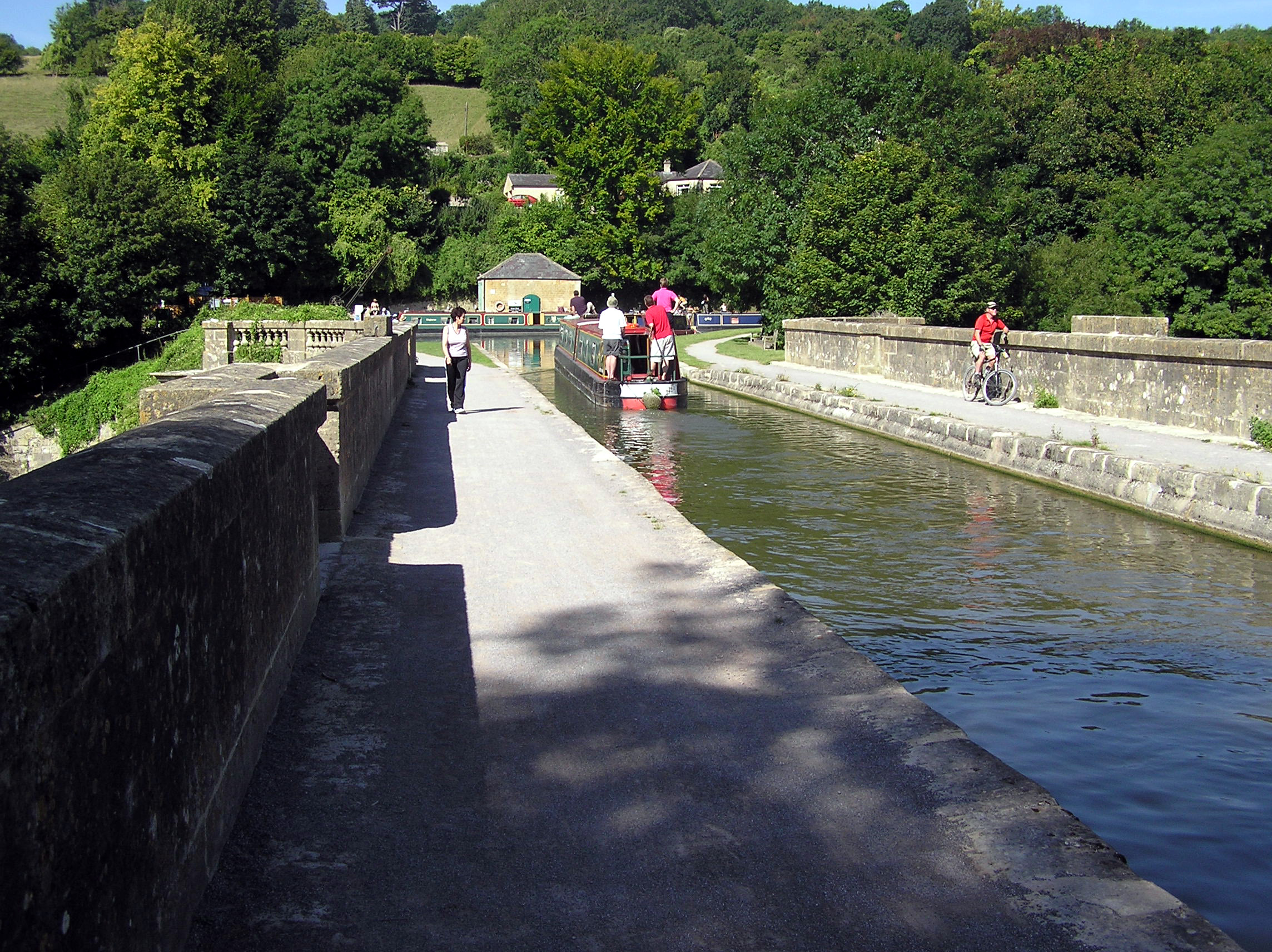
El Acueducto Dundas desde el extremo oriental. El barco que aparece en la imagen puede girar a la izquierda para amarrar en la única sección restante del Canal Carbonero de Somerset o girar a la derecha para atravesar las últimas millas del canal hacia la ciudad de Bath. Los muros del acueducto se pueden ver a ambos lados

La estructura fue diseñada por John Rennie y el ingeniero jefe John Thomas entre 1797 y 1801, y se completó en 1805. James McIlquham fue el contratista encargado de su construcción. Lleva el nombre de Charles Dundas, el primer presidente de la Compañía del Canal del Kennet y del Avon.
El canal vuelve a cruzarse con el río Avon y el ferrocarril mediante otro acueducto en Avoncliff. El cruce hacia la margen derecha del Avon permite evitar las empinadas laderas del valle del río en Limpley Stoke, y la necesidad de cruzar el arroyo Midford Brook y el río Frome.
Es un monumento catalogado de Grado I, y fue la primera estructura de un canal designada como monumento antiguo programado en 1951.
Durante muchos años se estuvieron produciendo fugas de agua, por lo que el acueducto se clausuró en 1954. Durante un tiempo, en las décadas de 1960 y 1970, el canal estuvo seco y era posible caminar por su fondo a cada lado del río, así como a través del propio acueducto. Posteriormente, el acueducto se revistió con hormigón y una lámina de polietileno, y una vez restaurado se reabrió en 1984. Durante las obras, se tomaron las medidas necesarias para no afectar a la colonia de murciélagos localizada debajo del acueducto.
En el acueducto confluyen el Canal del Kennet y del Avon y el Canal Carbonero de Somerset, en gran parte abandonado. Un corto tramo del Canal Carbonero de Somerset todavía con agua forma la cuenca Brassknocker, donde existen instalaciones para el amarre de botes, el alquiler de bicicletas y una cafetería. Se encuentra junto al muelle Dundas, donde aún se encuentran la pequeña casa de peaje, el almacén y la grúa. El tramo de río atravesado por el acueducto es utilizado por el Club de Botes Monkton Combe School (Monkton Bluefriars) hasta seis días a la semana, desde al menos la década de 1960. En el extremo opuesto del acueducto (del lado Wiltshire), se construyó un muelle que sirve a las canteras de piedra de Conkwell.
Entre 2002 y 2004 se llevaron a cabo más restauraciones, que incluyeron el reemplazo de los ladrillos utilizados por el GWR al adaptar la obra para el paso del ferrocarril, utilizándose piedra de Bath para devolver a la estructura su aspecto original.
En 2015 se rebajó la rasante de la vía férrea debajo del acueducto para permitir que la ruta sea utilizada en el futuro por trenes de mercancías de gran gálibo. Network Rail publicó un video fotograma a fotograma en el que se puede seguir todo el desarrollo del trabajo.